# Simca

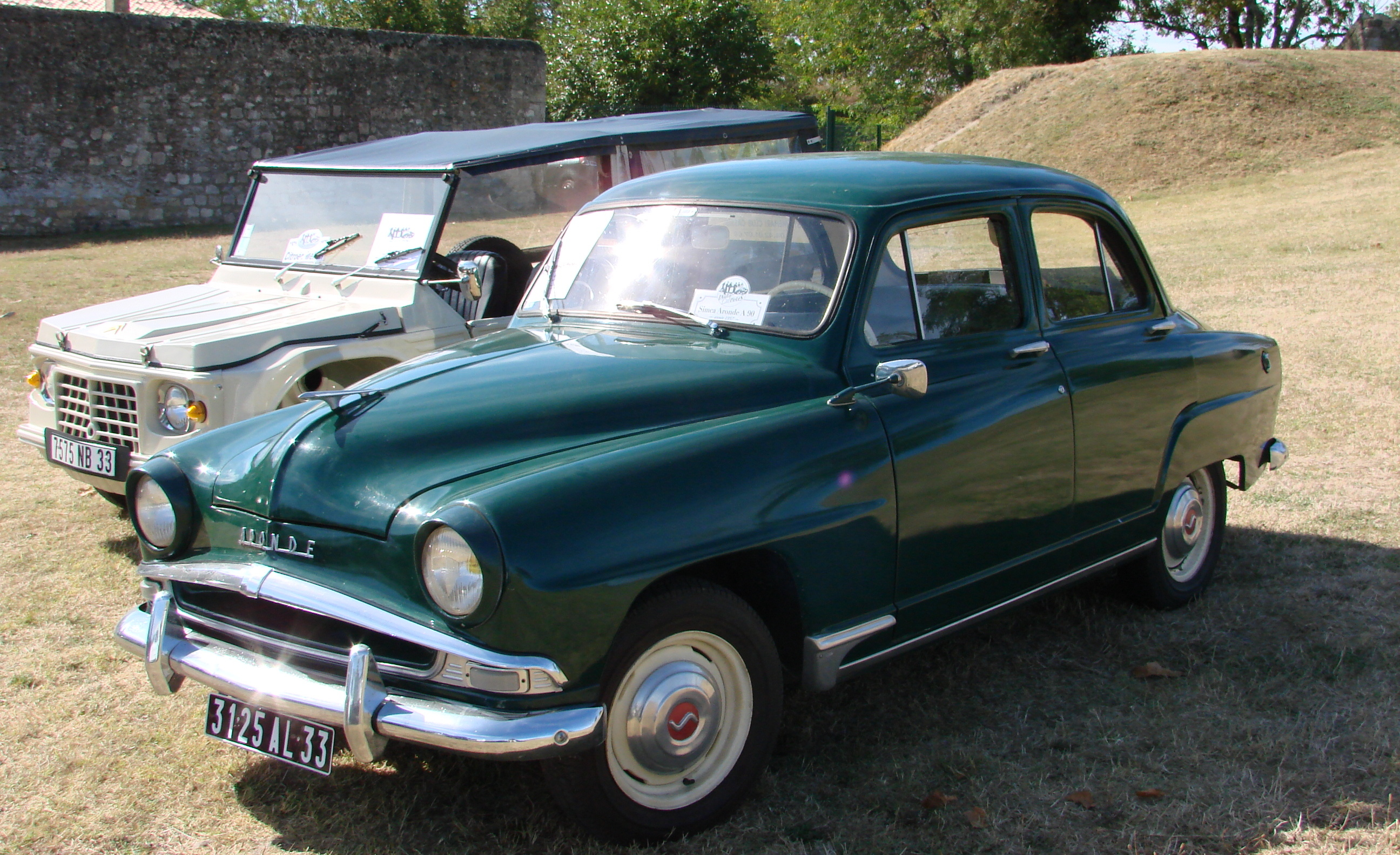
Simca Aronde (1956)

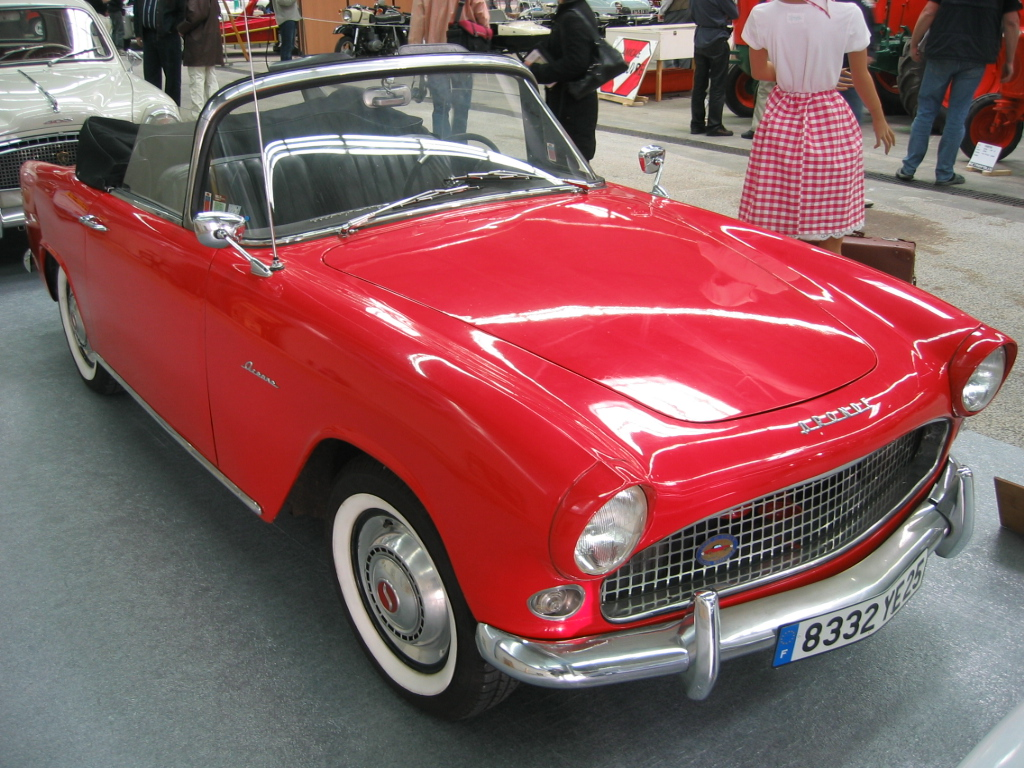
Simca Aronde P-60 Ocean

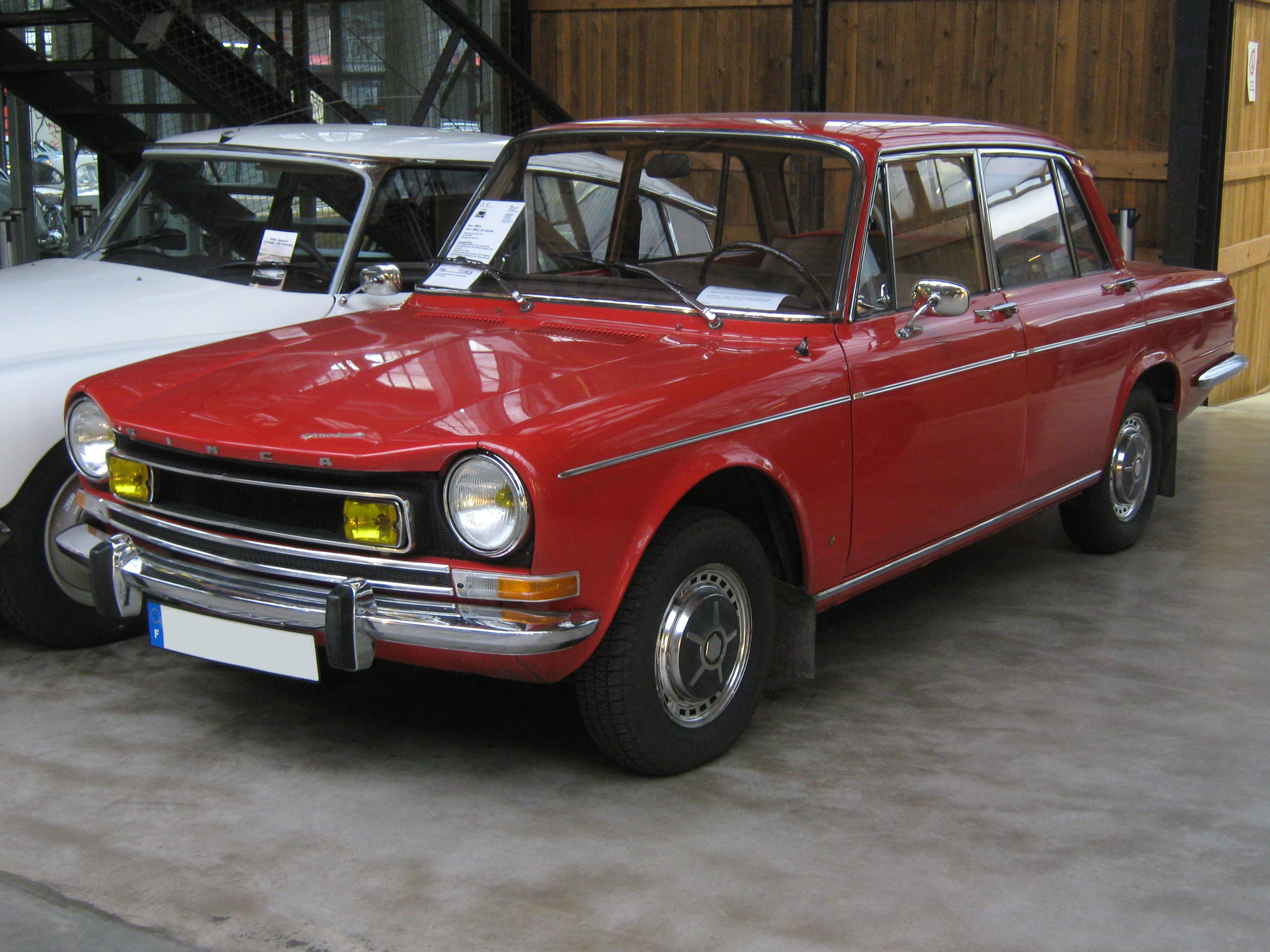
Simca 1500

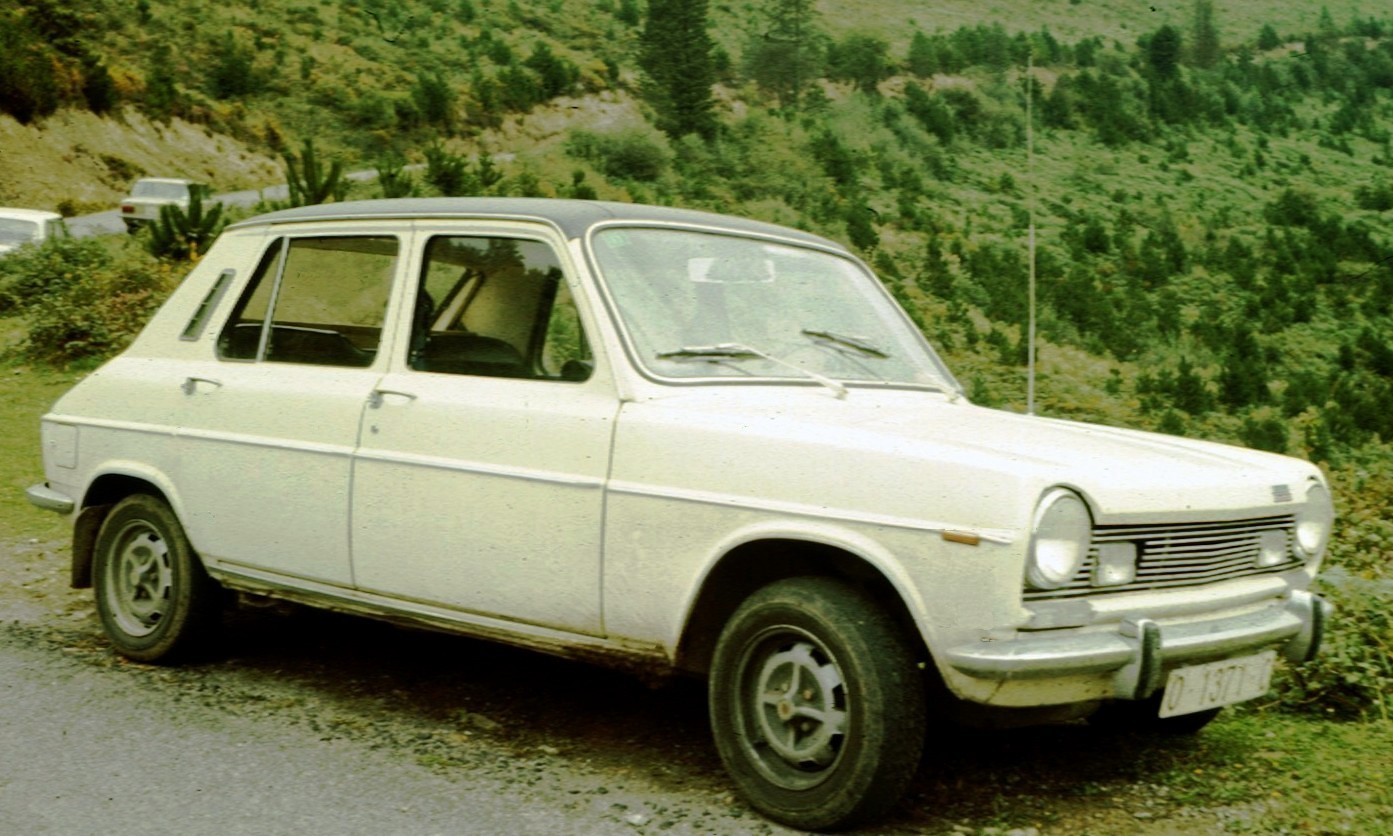
Simca 1200

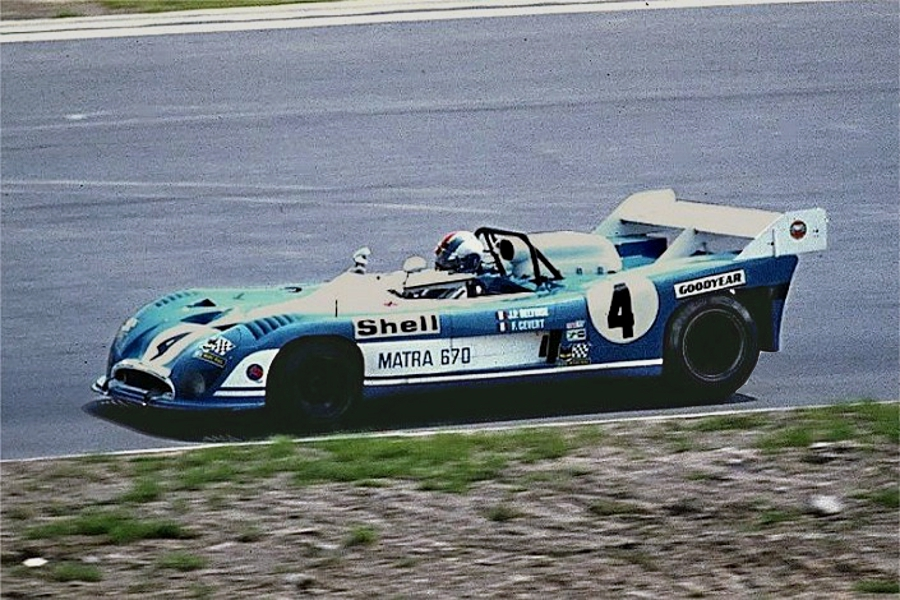
Matra-Simca 670 (1973)

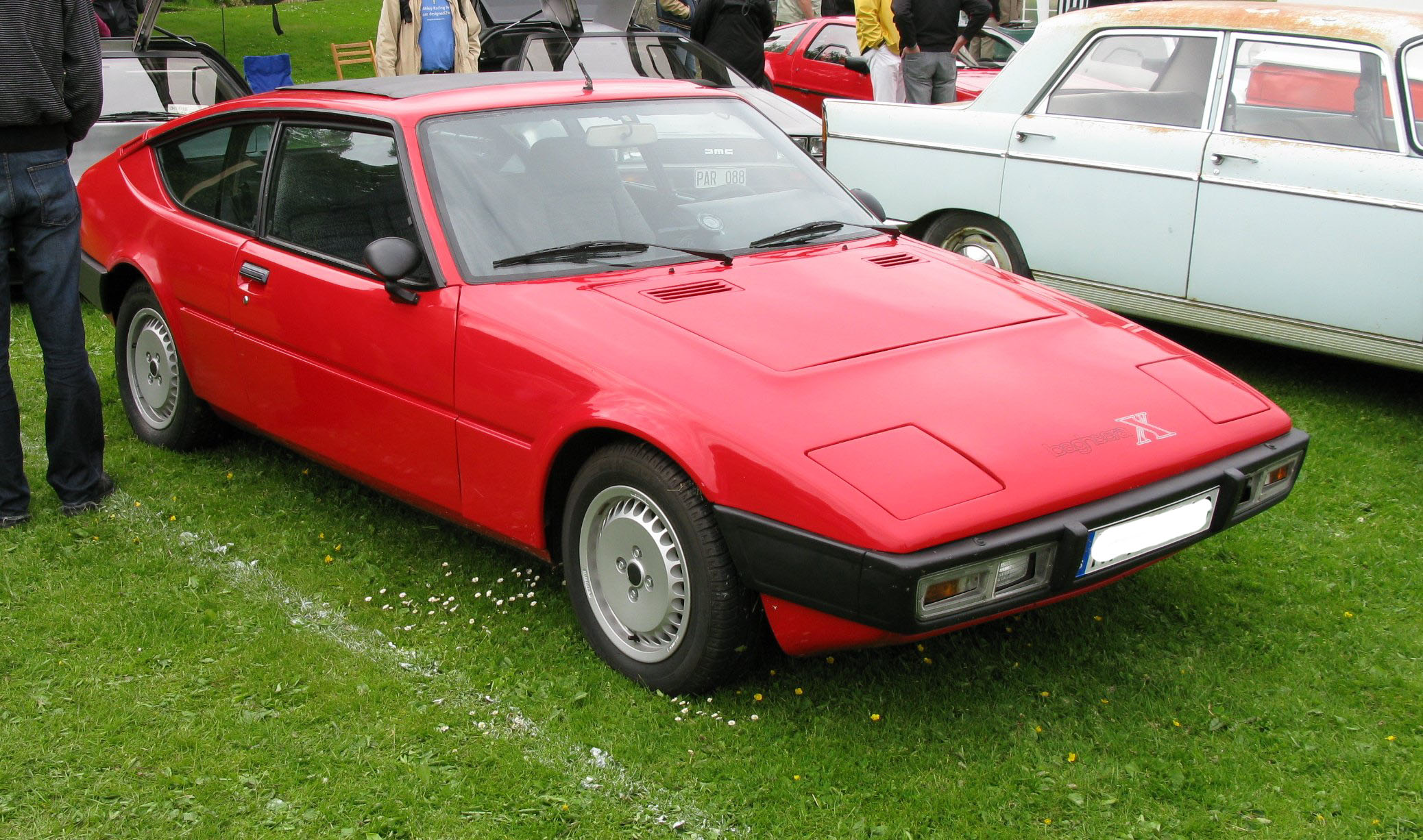
Matra-Simca Bagheera

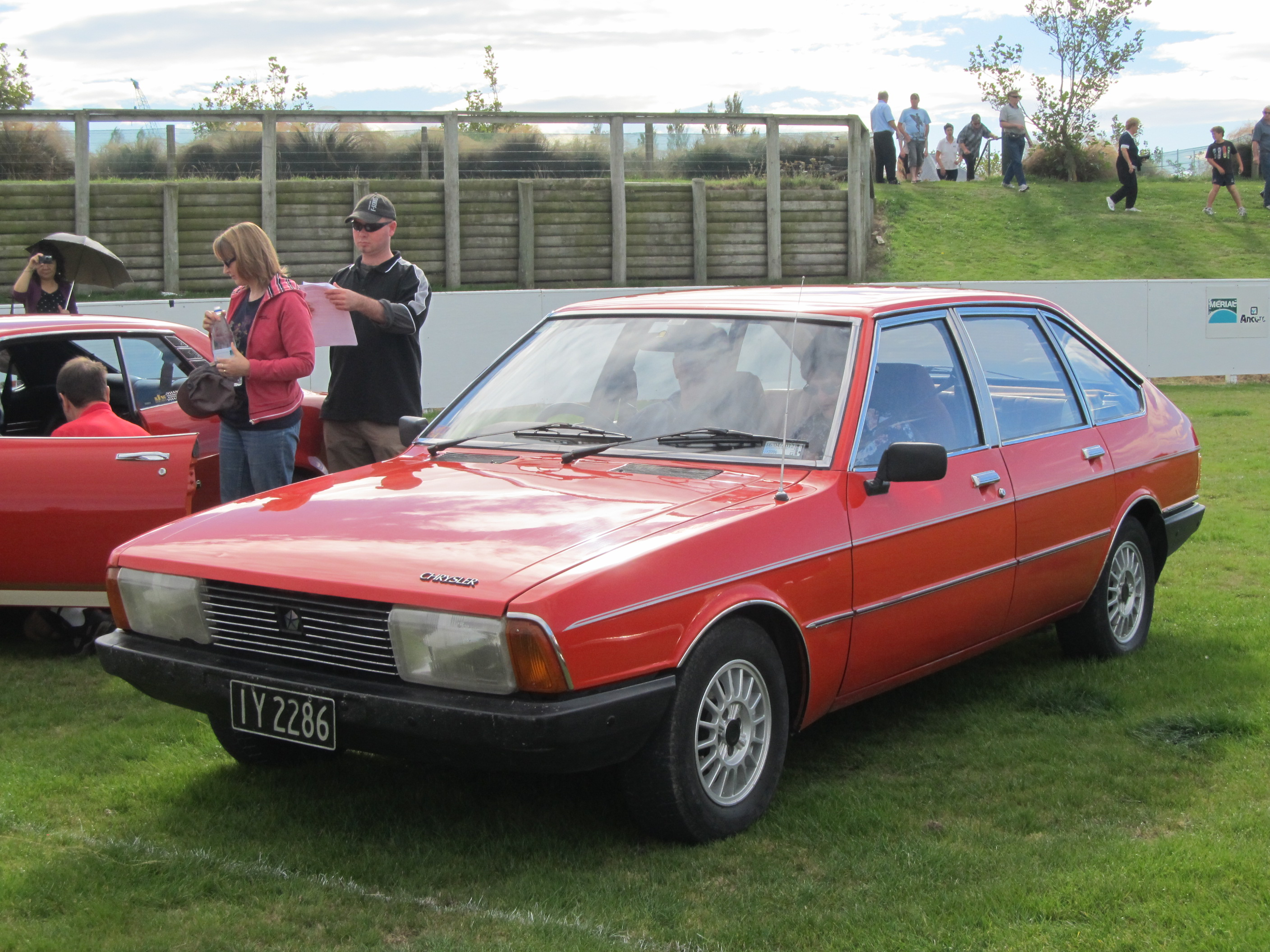
Simca Chrysler 150

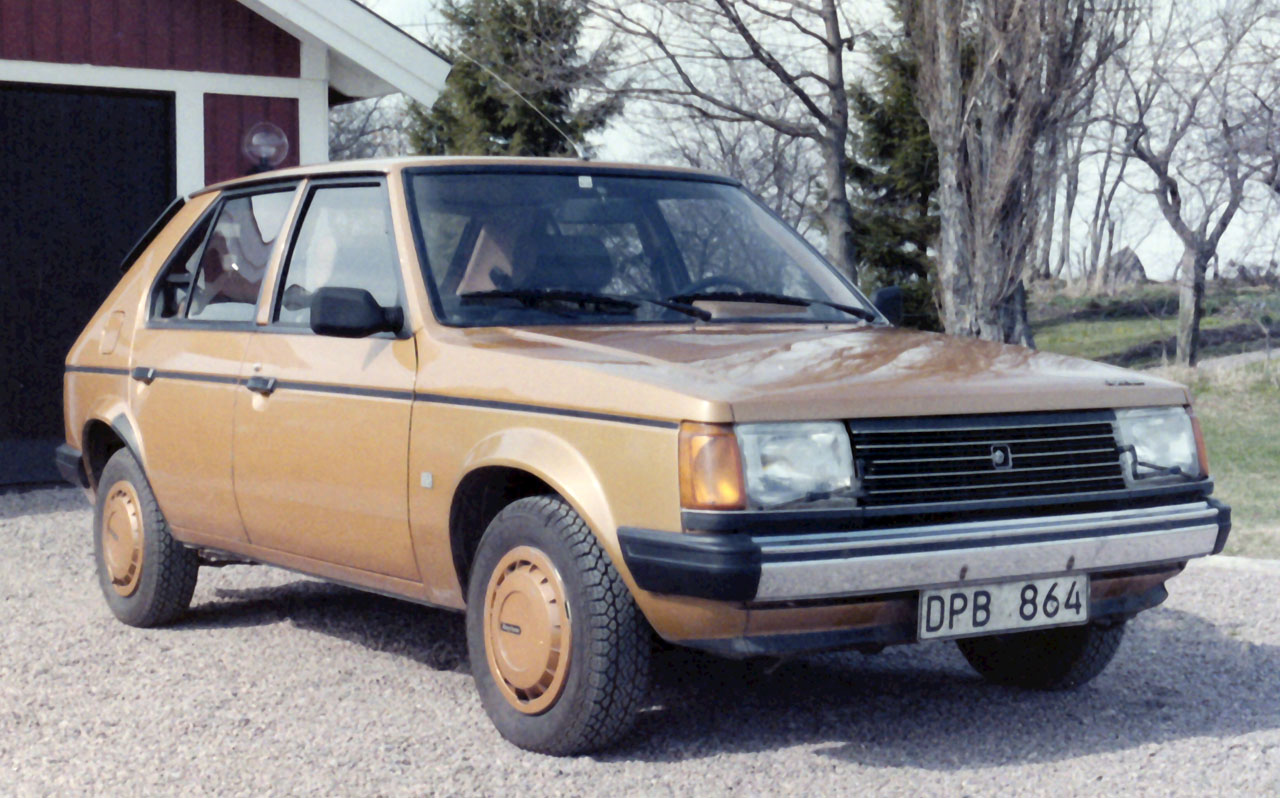
Simca Chrysler Horizon GLS (1979)

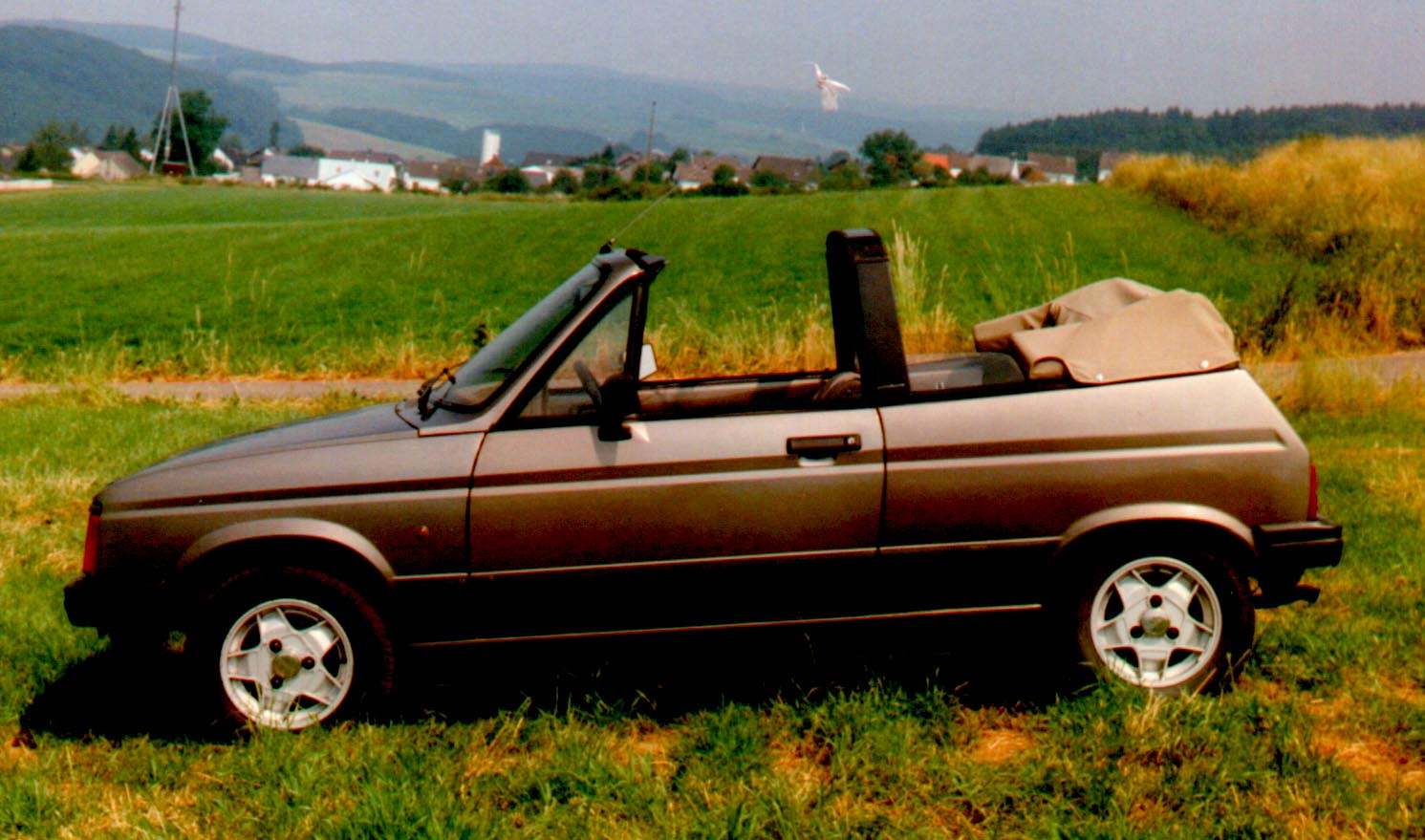
Talbot Samba Cabrio

Simca (acrónimo de Société Industrielle de Mecanique et de Carosserie Automobile: Sociedad Industrial de Mecánica y Carrocería del Automóvil) fue un fabricante de automóviles francés que desarrolló su actividad entre 1935 y la década de 1980.
Fundada por el italiano Henri Téodore Pigozzi en 1934 para distribuir y ensamblar automóviles Fiat en Francia, después de la Segunda Guerra Mundial la empresa experimentó una época de gran expansión entre 1950 y 1970, absorbiendo Ford Francia.
Chrysler Corporation entró en su accionariado en 1958 y se convirtió en accionista mayoritario cinco años después. Sin embargo, la crisis petrolífera de 1973 desencadenó un rápido declive de la empresa, que se vendió a Peugeot en 1978. Tras rebautizarse como Talbot, cesó su producción propia en 1986 y pasó a formar parte del patrimonio del Grupo PSA.
Se especializó en turismos populares (como el famoso Simca 1000), si bien también produjo algunos modelos de lujo (especialmente en sus primeros años y tras la entrada de Chrysler) y deportivos (tras fusionarse con Matra). Además de su fábrica principal de Nanterre (Francia), llegó a producir sus vehículos en España y en Brasil y a ensamblarlos en Chile, en Colombia, en Australia, en Holanda y en Marruecos.

## Historia

### Fundación y asociación con Fiat
Henri Téodore Pigozzi se dedicaba a exportar acero desde Francia a Italia y contaba entre sus clientes con la fábrica de automóviles Fiat de Turín. Su patrono, Giovanni Agnelli, estaba buscando un representante para introducir sus coches en Francia y vio en él a la persona adecuada. Pigozzi adquirió la factoría del antiguo fabricante Donnet-Zédel en Nanterre y fundó la empresa el 2 de noviembre de 1934.  
Inicialmente ensamblaba modelos bajo licencia de Fiat, coches para todos entre los años 1930 y 1950 (entre ellos el Topolino, el Simca 5 presentado en 1936, el Simca 8 de 1937 y en 1947 el Simca 6).

### Expansión de los años 1950
En 1951 lanzó el Simca Aronde, su primer modelo propio, que obtuvo un rotundo éxito. Ese mismo año Simca adquirió las compañías UNIC de camiones y SOMECA de tractores.
Simca absorbió en 1953 a Ford Francia y, como parte de la operación, Ford Europa se hizo a su vez con el 15% de SIMCA, que asumió la producción de los Ford Vedette y de los camiones Cargo. La marca continuó su expansión y, un año después, en 1954, lanzó al mercado la gama Vedette basada en el modelo de Ford, que incluía los modelos Versailles, Trianon y Régence (además del coupé Comète) complementados en 1957 por el Ariane.
La segunda parte de la década de 1950 presenció la aparición del break Marly y de nuevos modelos de lujo, como los Beaulieu, Chambord y Présidence.
En 1958 Simca absorbió al fabricante Talbot-Darracq. Chrysler Corporation, que más adelante acabó teniendo un papel hegemónico en la empresa, adquirió el 15% de las acciones de Simca que poseía Ford. Ese mismo año apareció el Aronde P-60 a la vez que los ingenieros de Simca empezaron a trabajar en el sustituto del Aronde debido al éxito que el Dauphine de Renault (sucesor del 4CV) estaba teniendo en el mercado. Mientras Renault diseñaba el Renault 8, en Simca comenzó el estudio de un coche parecido, de forma cuadrangular, pese a que no tenía lógica por velocidad y consumo; de 1958 a 1960 se fabricaron diferentes prototipos y se llevaron a cabo estudios del que iba a ser el primer Simca con motor trasero. Fue el turinés Mario Revelli di Beaumont quien ideó la estética del Simca 1000.
El nuevo coche estuvo listo el 1 de septiembre de 1961 y Téodore Pigozzi lo presentó al público antes de exponerlo en el Salón de París, adelantándose así a la presentación del Renault 8, otro tres volúmenes que no salió hasta el año siguiente.

### Control de Chrysler
Chrysler se convirtió en el accionista mayoritario de Simca al hacerse cargo del 64% del accionariado en 1963, año de lanzamiento del Simca 1500 y del coupé SIMCA 1000. 
En 1967 se lanzó al mercado el Simca 1100 y un nuevo coupé, el 1200S, que sustituyó al coupé Simca 1000.
La fusión con Matra se produjo en 1970 y dio origen a los modelos denominados Matra-Simca. Chrysler se hizo con el control total de Simca al adquirir la mayoría de sus acciones, de forma que la empresa pasó a denominarse Chrysler Francia.
A partir de este momento, sus vehículos pasaron a comercializarse con la marca Chrysler. Se lanzó el lujoso Chrysler 180. Mientras tanto, el departamento de competición de Matra-Simca logró el triunfo en las 24 Horas de Le Mans de 1972 con su modelo Matra 670.

### Crisis de los años 1970
A pesar de los problemas económicos causados por la crisis del petróleo de 1973, la marca siguió lanzando modelos poco adaptados a la carestía del combustible, como el Matra-Simca Bagheera y el Simca 1308 (también denominado Chrysler 150) en 1975.
La empresa intentó reaccionar a la crisis en 1978 lanzando el Horizon, pero ya era demasiado tarde. En primavera de ese año se produjo el cese de toda la producción del Simca 1000 y, en agosto, abrumada por sus nefastos resultados económicos, Chrysler abandonó todos sus intereses en Europa. Peugeot adquirió Simca. Paradójicamente, el Horizon fue nombrado Coche del Año en Europa, igual que lo fue en su día el 150.

### Adquisición por Peugeot
En 1980 Chrysler Francia, propiedad de Peugeot, pasó a conocerse como Société des Automobiles Talbot. En primavera se presentó el Talbot Solara (un 150 de tres volúmenes) y en otoño aparecieron el Matra Murena y el tope de la gama Talbot, el Tagora.
En 1981 se presentó el Talbot Samba, un pequeño utilitario sobre la base del Peugeot 104, del que Pininfarina realizó una versión cabriolet el año siguiente. La producción de los distintos modelos se fue cancelando progresivamente en Francia hasta que en febrero de 1986 se fabricó el último Talbot Samba.
Un último proyecto, denominado Talbot Arizona, presentado en el Salón de París de 1982 como sustituto del Horizon, nunca llegó a fabricarse como Talbot, sino que se convirtió en el Peugeot 309.

### Simca en España
En España Simca comenzó su andadura en 1966 de la mano de la marca de automoción de Eduardo Barreiros con el modelo 1000, que permaneció once años en producción. En 1967 se lanzó el 1100 y en 1969 apareció en España su homólogo, el 1200. Sus últimos modelos fueron el Simca Horizon, aparecido en Francia en 1977 y que llegó a España en el otoño de 1980 ya rebautizado por Peugeot como Talbot Horizon, y el Talbot Solara en los inicios de 1981. La factoría de Villaverde, donde se producían los Simca en Madrid, pasó a fabricar modelos Peugeot.

## Modelos fabricados
- Simca Vedette
- Simca Ariane
- Simca Aronde P-60
- Simca 5
- Simca 6
- Simca 1000
- Simca 1100
- Simca 1500
- Chrysler 150
- Simca Horizon
- Talbot Samba
- Simca 1301

## Galería  de imágenes
|                            |                   |                |
| Simca-Fiat 6CV (1932-1937) | Simca Aronde P-60 | Simca Beaulieu |

|                |              |               |
| Simca Chambord | Simca 1200 S | Simca Rally 2 |